# رولاند رابرتس
 رولاند رابرتس (انگلیسی: Roland Roberts؛ زاده ) یک تنیس‌باز اهل ایالات متحده آمریکا است.